# 巴拉寧齊
48°34′13″N 22°19′37″E / 48.57028°N 22.32694°E
巴拉寧齊（烏克蘭語：Баранинці），是烏克蘭的村落，位於該國西部外喀爾巴阡州，由烏日霍羅德區負責管轄，始建於1680年，面積0.03平方公里，2020年人口1,870，人口密度每平方公里53,633.33人。